# Polycarpa palaonensis
Polycarpa palaonensis is een zakpijpensoort uit de familie van de Styelidae. De wetenschappelijke naam van de soort is voor het eerst geldig gepubliceerd in 1950 door Tokioka.